# Älgen (stjärnbild)
Älgen eller Sarvva var en stjärnbild inom samisk tradition, motsvarande Cassiopeia, Perseus och Kusken. Cassiopeia kan sägas motsvara Älgens krona, Perseus motsvarar framkroppen och Kusken motsvarar bakkroppen. Enligt den samiska traditionen förföljs Älgen av jägaren Fávdna, som troligen motsvaras av stjärnan Arcturus i stjärnbilden Björnvaktaren. Fávdnas vapen är en pilbåge (kallad Fávnna Dávgi) vars motsvarande stjärnor hittas i Karlavagnen. Älgen förföljs även av jägaren Galla och hans tre söner. Vilken stjärna jägaren Galla motsvaras av är osäkert, det har förmodats att det kan vara Sirius i stjärnbilden Stora hunden, Procyon i stjärnbilden Lilla hunden eller möjligen Rigel i stjärnbilden Orion. Jägaren Gallas tre söner motsvaras av Orions bälte. Älgen förföljs också av två skidlöpare, motsvarande stjärnorna Castor och Pollux.